# Luigi Trivellini
Luigi Trivellini (Gottolengo, 30 aprile 1893 – Monte Grappa, 23 maggio 1917) è stato un calciatore italiano, di ruolo mediano.

## Biografia
Originario della Bassa Bresciana e fratello maggiore del portiere Giuseppe, fu costretto a interrompere la carriera di calciatore per compiere il servizio militare allo scoppio del primo conflitto mondiale. Questo gli fu fatale, così come ad altri due suoi compagni di squadra Luigi Grazioli e Annibale Flori. Morì in una trincea sul Monte Grappa il 23 maggio 1917.
Nel 1932 gli venne intitolata una società calcistica, la Luigi Trivellini, fondata da Bigio Vielmi e dall'industriale Alfredo Lanti; alla "Trivellini" viene attribuito il merito di aver organizzato in Italia il primissimo torneo notturno di calcio sotto la luce dei riflettori.

## Carriera
Esordì con i colori del Foot Ball Club Brescia il 17 novembre 1912, in trasferta contro il Como, nella sconfitta per 5-0 delle rondinelle. Con il Brescia giocò tre campionati: uno di Promozione (stagione 1912-1913), e due di Prima Categoria  (stagione 1913-1914 e stagione 1914-1915). Scese in campo 35 volte, realizzando una sola rete, il 9 novembre 1913, nella sconfitta per 4-3 contro il Modena.